# Grupo 8 de la Clasificación de UEFA para la Copa Mundial de Fútbol de 1958
El Grupo 8 de la Clasificación de UEFA para la Copa Mundial de Fútbol de 1958 contó con la participación de Irlanda del Norte, Italia y Portugal; los cuales se enfrentaron entre sí ida y vuelta para definir una de las 9.5 plazas de UEFA para la Copa Mundial de Fútbol de 1958 a celebrarse en Suecia.

## Posiciones
| Pos. | Equipo            | Pts. | PJ | G | E | P | GF | GC | Dif. | Clasificación             |
| ---- | ----------------- | ---- | -- | - | - | - | -- | -- | ---- | ------------------------- |
| 1    | Irlanda del Norte | 7    | 4  | 2 | 1 | 1 | 6  | 3  | +3   | Clasificado a Suecia 1958 |
| 2    | Italia            | 6    | 4  | 2 | 0 | 2 | 5  | 5  | 0    |                           |
| 3    | Portugal          | 4    | 4  | 1 | 1 | 2 | 4  | 7  | −3   |                           |

 Fuente: FIFA

## Resultados
| 16-1-1957 | Portugal    | 1 – 1   | Irlanda del Norte | Lisbon, Portugal     |                      |
|           | Vasques 24' | Reporte | Bingham 6'        | Árbitro(s): Lequesne | Árbitro(s): Lequesne |

| 25-4-1957 | Italia     | 1 – 0   | Irlanda del Norte | Roma, Italia       |                    |
|           | Cervato 3' | Reporte |                   | Árbitro(s): Guigue | Árbitro(s): Guigue |

| 1-5-1957 | Irlanda del Norte                            | 3 – 0   | Portugal | Belfast, Irlanda del Norte |                      |
|          | Casey 22' · Simpson 60' · McIlroy 70' (pen.) | Reporte |          | Árbitro(s): Phillips       | Árbitro(s): Phillips |

| 26-5-1957 | Portugal                                 | 3 – 0            | Italia | Lisbon, Portugal     |                      |
|           | Vasques 41' · Teixeira 81' · Matateu 87' | [Report Reporte] |        | Árbitro(s): Treichel | Árbitro(s): Treichel |

| 22-12-1957 | Italia                          | 3 – 0   | Portugal | Milan, Italia       |                     |
|            | Gratton 36' 72' · Pivatelli 84' | Reporte |          | Árbitro(s): Damiani | Árbitro(s): Damiani |

| 15-1-1958 | Irlanda del Norte      | 2 – 1   | Italia       | Belfast, Irlanda del Norte |                   |
|           | McIlroy 13' · Cush 28' | Reporte | Da Costa 56' | Árbitro(s): Zsolt          | Árbitro(s): Zsolt |